# Spastica variabilis
Spastica variabilis es una especie de coleóptero de la familia Meloidae.

## Distribución geográfica
Habita en Bahía (Brasil).